# Pointe d'Andey
La pointe d'Andey est une montagne de France située en Haute-Savoie, dans le massif des Bornes, au-dessus de la vallée de l'Arve et de la ville de Bonneville.

## Géographie

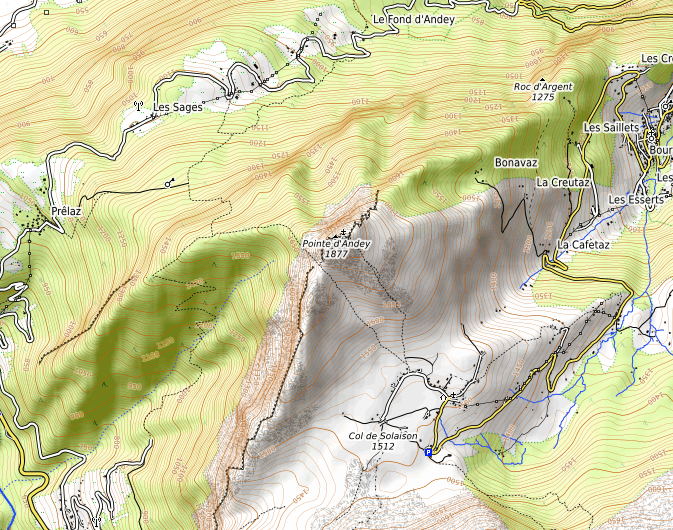
Carte topographique.

La montagne est située dans le Nord du massif des Bornes. Elle est entourée par la vallée de l'Arve où se trouvent les villes de Bonneville et Saint-Pierre-en-Faucigny au nord, la vallée du Borne et notamment les gorges des Evaux à l'ouest, le col de Solaison qui le sépare des rochers de Leschaux au sud et le plateau de Mont-Saxonnex à l'est. Le sommet qui culmine à 1 877 mètres d'altitude est notamment accessible depuis le col de Solaison à 1 507 mètres d'altitude où se trouvent des alpages et un domaine nordique. D'un point de vue administratif, la montagne se trouve sur les territoires communaux de Saint-Pierre-en-Faucigny pour son versant Ouest, Bonneville pour son versant Nord jusqu'au sommet, Brizon pour son versant Sud-Est jusqu'au sommet et Glières-Val-de-Borne pour son versant Sud-Ouest jusque sous le sommet. Une statue de la Vierge tournée vers l'est et à ses pieds une petite croix en fer se dressent au sommet de la montagne.
La pointe est formée d'un crêt double de calcaire urgonien, intercalé entre des terrains hauterivien et valanginien, qui forme deux falaises sur les versants Nord et Ouest de la montagne. Cette configuration tectonique est liée à la présence d'un anticlinal en partie couché dont la charnière est érodée et découpée par la faille de Beffay. La falaise qui forme le sommet de la montagne constitue le prolongement septentrional des rochers de Leschaux tandis que le plateau d'Andey situé sur le versant Nord de la montagne, sous le sommet, est lié à la présence d'un petit anticlinal.

## Peinture
La pointe d'Andey est représentée par le peintre suisse Ferdinand Hodler en 1909. Ce tableau, appartenant au musée d'Orsay, s'est d'abord appelé Paysage ; il est désormais intitulé La pointe d'Andey, vallée de l'Arve à la suite de l'identification de la forme caractéristique de la montagne.

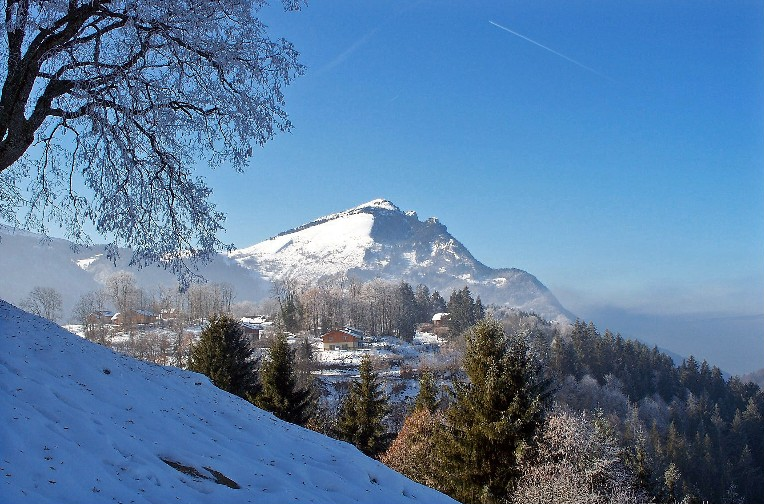
La pointe d'Andey, depuis Mont-Saxonnex